# Keith Alexander Jackson
Sir Keith Alexander Jackson, 2. Baronet (* 8. Januar 1798 in London; † 21. August 1843 in Schlierbach bei Heidelberg) war ein britischer Offizier. Er war Teilnehmer des Ersten Anglo-Afghanischen Krieges. In seinem Buch „Views in Affghaunistaun, &c. &c. &c. from sketches taken during the campaign of the army of the Indus“ (um 1840) beschrieb er mehrere Städte Afghanistans.

## Leben
Jackson war der älteste Sohn von Sir John Jackson, 1. Baronet (1763–1820), einem Geschäftsmann und Unterhausabgeordneten und Charlotte Gorham (1772–1807), der Tochter von General Joseph Gorham (1725–1790). Beim Tod seines Vaters am 17. Mai 1820 erbte er dessen Adelstitel eines Baronet, of Arlsey in the County of Bedford.
Er trat am 2. Dezember 1819 als Cornet ins 14th Regiment of Light Dragoons ein und stieg am 19. Dezember 1822 zum Lieutenant auf. Am 5. Juni 1823 wechselte er zum 4th Regiment of Light Dragoons und wurde am 30. Dezember 1830 Captain. Er nahm an mehreren Feldzügen in Indien sowie an der Schlacht von Ghazni teil. Er war Aide-de-camp von Mountstuart Elphinstone in Bombay, in gleicher Funktion und als Übersetzer aus dem Persischen für John Macdonald Kinneir. Für seine Dienste erhielt er von dem Schah von Persien den Sonnen- und Löwenorden.
Er heiratete am 4. Februar 1834 in St George’s, Hanover Square, London, Amelia, die einzige Tochter von George Waddell, Commissary-General der Bombay Army. Das Paar hatte sechs Kinder:
- Sir Mountstuart Goodriche Jackson, 3. Baronet (1836–1857);
- Amelia Georgiana Jackson (1837–1858);
- Anna Madeline Hungerford Jackson (1838–1924);
- Julia Honoria Catherine Jackson (1839–1926);
- Sir Keith George Jackson, 4. Baronet (1842–1916);
- Monimia Emily Jackson (1844–1923).

Mountstuart Goodriche und Amelia Georgiana Jackson wurden bei dem Indischen Aufstand von 1857 bei der Belagerung von Lakhnau getötet.
Er starb am 21. August 1843 in Schlierbach, heute einem Stadtteil von Heidelberg an den Folgen eines Unfalls in Kabul. Er wurde auf dem St.-Anna-Kirchhof in Heidelberg begraben. Sein Grabstein befindet sich auf dem 1844 eröffneten Heidelberger Bergfriedhof.
Die Grabinschrift lautet:
Sacred to the Memory

of

Keith Alexander Jackson

Baronet

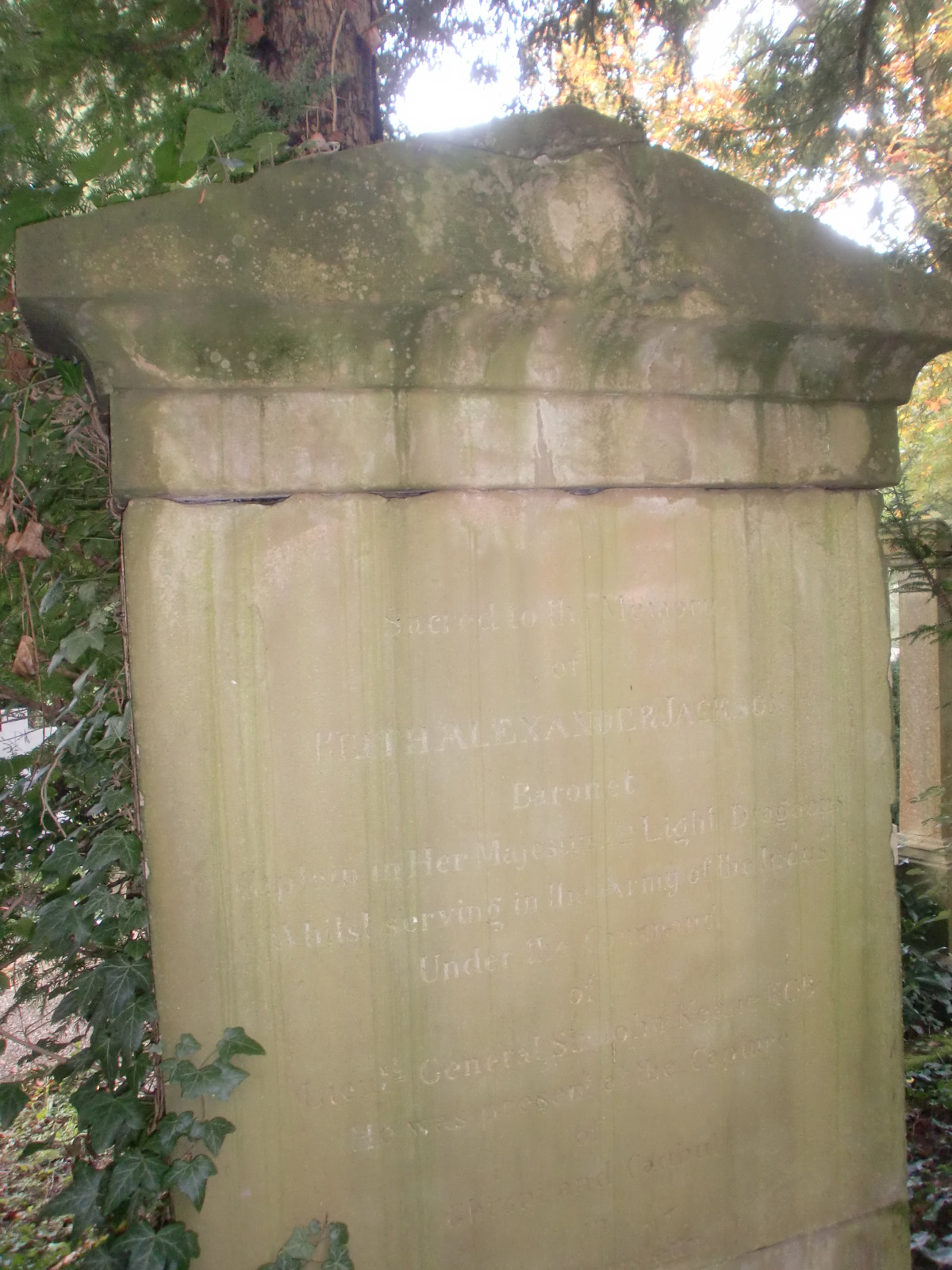
Grabstein Keith Alexander Jackson (Bergfriedhof Heidelberg)

Captain in Her Majestys 4th Light Dragoons

Whilst serving in the Army of the Indus

under the Command

of

Lieutt-General Sir John Keane KCB

He was present at the Capture

of

Ghizni and Caubul

in

Affgaunistaun

Born in London 8th January 1798

[Die letzten Zeilen sind unleserlich]

## Nachlass
Sein Nachlass (Briefe, Reiseberichte, private Aufzeichnungen) befindet sich in der Royal Geographical Society in London.
Jacksons in den 1840er Jahren erschienenes Buch „Views in Affghaunistaun, &c. &c. &c. from sketches taken during the campaign of the army of the Indus“ ist eine Beschreibung des Ersten Anglo-Afghanischen Krieges. Es enthält zahlreiche Illustrationen und Ausführungen zur Geschichte Afghanistans und kann daher heute noch als interessante Quelle gelesen werden.